# Cristianópolis
Cristianópolis és un municipi al sud-est de l'estat de Goiás, al Brasil. Cristianópolis es troba a la microregió de Pires do Rio, a uns 93 quilòmetres de la capital de l'estat, Goiânia.
Els municipis veïns són:
- nord: São Miguel do Passa Quatro
- sud: Piracanjuba i Santa Cruz de Goiás
- est: Bela Vista de Goiás
- oest: Pires do Rio